# Blue (rivière)
Pour les articles homonymes, voir Blue.
La rivière Blue est un cours d'eau d'Alaska, aux États-Unis dans le borough de Ketchikan Gateway.

## Description
Longue de 13 milles (21 km), elle coule en direction du sud-est à travers le lac Blue, jusqu'à la rivière Unuk à 7 milles (11 km)  au sud-ouest de la frontière entre l'Alaska et le Canada.
Son nom a été référencé en 1905 par F. Morse.

## Sources
- (en) « Blue (rivière) », Geographic Names Information System